# Prime Video
Amazon Prime Video, meglio noto come Prime Video, è un servizio di streaming video on demand di proprietà della società statunitense Amazon.

## Storia
È stato lanciato il 7 settembre 2006 con il nome Amazon Unbox, cambiando nome nel 2008 in Amazon Video on Demand e nel 2011 in Amazon Instant Video.
Dal 2013 la piattaforma distribuisce contenuti originali, la cui produzione è gestita dall'apposita divisione Amazon Studios.
Nel 2015 il servizio cambia nome in Amazon Prime Video.
Nel maggio 2016 è stato affiancato da Amazon Video Direct, un servizio in cui utenti professionisti possono caricare direttamente i loro prodotti rendendoli disponibili insieme al resto del catalogo di Amazon Prime Video a pagamento o supportati da inserzioni pubblicitarie.
Dal dicembre 2016 il servizio è disponibile in oltre 200 paesi, tra cui Stati Uniti, Regno Unito, Germania, Belgio, Canada, Francia, India, Italia e Spagna.
Dal 2017 il servizio fa parte del pacchetto di invito all'utenza di tipo Prime.
Dall'aprile 2020, la piattaforma ha aggiunto uno store, il Prime Video Store, dal quale tutti gli utenti, anche non registrati, potranno acquistare o noleggiare contenuti recenti. A novembre arrivano i Prime Video Channels, canali che richiedono un abbonamento aggiuntivo variabile. Poco dopo, Amazon annuncia l'esordio dello sport nella versione italiana di Prime Video, con l'acquisizione dell'esclusiva assoluta di una partita per turno del mercoledì di UEFA Champions League dai play-off alle semifinali (dal 2021 al 2027) e della Supercoppa UEFA (dal 2021 al 2023). In occasione degli Oscar 2021, Prime Video ha inserito una sezione dedicata alle serie animate giapponesi, promossa dalla seconda stagione della serie Bleach.
Nel maggio 2021 Amazon ha acquistato attraverso Amazon Studios la casa cinematografica MGM per 8,45 miliardi di dollari, potendo così aggiungere al catalogo di Prime Video, dopo l'avallo dalle autorità antitrust, i titoli prodotti da essa, tra cui la saga di James Bond, resa disponibile in alcuni periodi.
Nell'aprile del 2024, Prime Video ha introdotto la pubblicità nei propri contenuti, prevedendo un costo extra di €1,99 per eliminarla. Nel giugno del 2025 ha raddoppiato il numero delle inserzioni, come anticipato l'ottobre precedente in una presentazione ai propri investitori. 

## Loghi

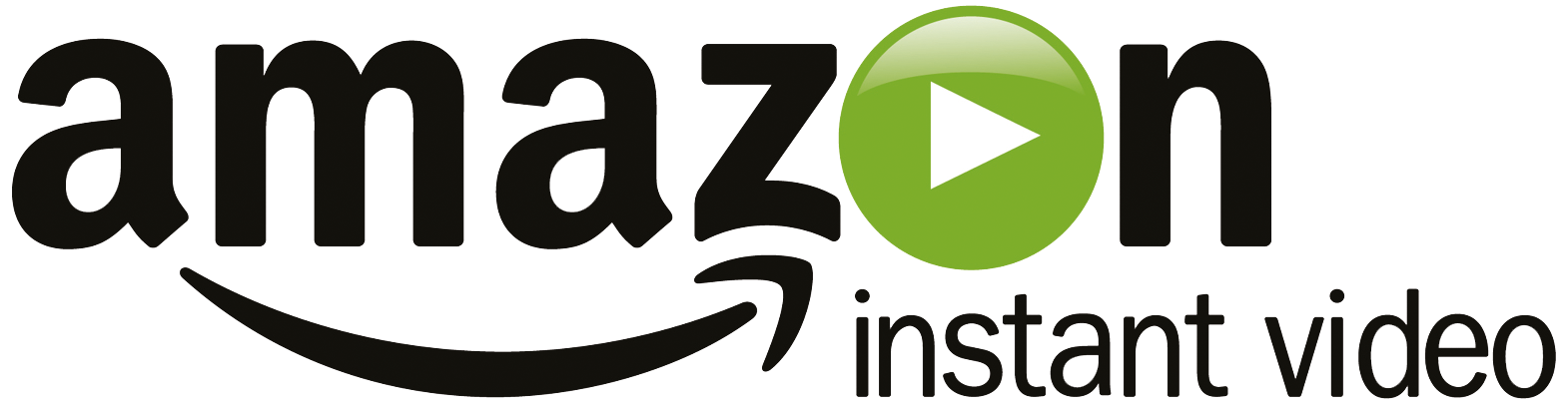
2010-2015
2015-2017
2017-2022
2022-2024
In uso dal 2024